# Giro di Toscana 1972
Il Giro di Toscana 1972, quarantaseiesima edizione della corsa, si svolse il 29 aprile su un percorso di 238 km, con partenza a Firenze e arrivo a Panzano in Chianti. Fu vinto dallo svizzero Josef Fuchs della Filotex davanti al belga Georges Pintens e all'italiano Giuseppe Perletto.

## Ordine d'arrivo (Top 10)
| Pos. | Corridore          | Squadra                          | Tempo    |
| ---- | ------------------ | -------------------------------- | -------- |
| 1    | Josef Fuchs        | Filotex                          | 6h04'00" |
| 2    | Georges Pintens    | Van Cauter-Magniflex-de Gribaldy |          |
| 3    | Giuseppe Perletto  | Zonca                            |          |
| 4    | Davide Boifava     | Zonca                            |          |
| 5    | Italo Zilioli      | Salvarani                        |          |
| 6    | Gianni Motta       | Ferretti                         |          |
| 7    | Roger De Vlaeminck | Dreher                           |          |
| 8    | Thomas Pettersson  | Ferretti                         |          |
| 9    | Felice Gimondi     | Salvarani                        |          |
| 10   | André Poppe        | Van Cauter-Magniflex-De Gribaldy |          |